# Býkovo (Volgogrado)
Býkovo (ruso: Бы́ково) es un asentamiento de tipo urbano de Rusia, capital del raión homónimo en la óblast de Volgogrado.
En 2021, el territorio del asentamiento tenía una población de 7693 habitantes, de los cuales 7142 vivían en el propio asentamiento y el resto en dos pedanías rurales: el posiólok de Razdolye y el jútor de Solianka.
Se ubica en la costa oriental del embalse de Volgogrado, unos 150 km al norte de Volzhski sobre la carretera R226 que lleva a Enguels.

## Historia
El asentamiento fue fundado como un jútor en 1784 por los hermanos Býkov, dos campesinos procedentes de una aldea de cosacos cercana a Tsaritsyn. En 1798, comenzó a organizarse la ruta logística de extracción de sal de mesa del cercano lago Eltón, y el jútor comenzó a poblarse con numerosos campesinos estatales. A lo largo del siglo XIX, se estableció aquí la sede de una vólost, así como diversas industrias y un puerto fluvial. El asentamiento ya tenía casi dos mil habitantes a mediados de siglo, y unos seis mil al comenzar el siglo siguiente. Adoptó el estatus de capital de raión en 1935, cuando el área formaba parte del krai de Stalingrado, y el de asentamiento de tipo urbano en 1956.